# Uszczonów
Uszczonów es una localidad del distrito de Góra, en el voivodato de Baja Silesia (Polonia). Se encuentra en el suroeste del país, dentro del término municipal de Jemielno, a unos 14 km al noroeste de la localidad homónima y sede del gobierno municipal, a unos 13 al suroeste de Góra, la capital del distrito, y a unos 69 al noroeste de Breslavia, la capital del voivodato. Uszczonów perteneció a Alemania hasta 1945.
- Datos: Q7902278